# E-papir
Elektronski papir (e-papir) predstavlja tehnologiju proizvodnje specijalnih displeja dizajniranih tako da oponašaju mastilo na papiru. Za razliku od konvencionalnih flet panel dispeja, koji koriste pozadinsko osvetljenje da bi osvetlili pojedine piksele i tako prikazali boju, kod e-papira elektricitet deluje na mastilo tako da ga postavi u traženi oblik (tekst ili slika), koji se zadržava  i nakon prestanka delovanja elektriciteta. Ponovnim delovanjem elektriciteta ispis se može izmeniti.
Ovo omogućava da papir bude prijatan za oči, odnosno ima mnogo manje emisije zračenja od konvencionalnih displeja i troši znatno manje energije, što omogućava veliku autonomiju rada ovih uređaja.
Postoji nekoliko tehnologija za izradu e-papira. Neke od njih koriste plastične supstrate, a neke prirodna ulja za prikaz ispisa na displeju.
Čitanje ispisa na e-papiru je mnogo prijatnije za oči jer ima stabilnu sliku koja nema potrebe za stalnim osvežavanjem, a ugao vidljivosti je znatno veći.Pošto e-papir ne koristi sopstveno osvetljenje već svetlost okoline, on je čitljiv i pod sunčevom svetlošću, za razliku od konvencionalnih displeja.
Primenu e-papir nalazi u obrazovanju, bibliotekama, oglasnima tablama na javnim mestima, e-bilbordima, mobilnim telefonima i PDA uređajima i sl. 
Elektronski papir ne treba mešati sa digitalnim papirom, koji služi kreiranju digitalnih dokumenta digitalnom olovkom po displeju osetljivom na dodir.